# Il desiderio e la corruzione
Il desiderio e la corruzione (Rive droite, rive gauche) è un film del 1984 diretto da Philippe Labro.